# Ai dám bảo rom-com không có ngoài đời thực?
Ai dám bảo Rom-com không có ngoài đời thực? (Nhật: 現実でラブコメできないとだれが決めた? Hepburn: Genjitsu de Rabukome Dekinai to Dare ga Kimeta?) còn được biết đến với cái tên Rabudame là loạt light novel do Hajikano Sou sáng tác và Shiina Kuro minh họa. Được Shogakukan xuất bản dưới ấn hiệu Gagaga Bunko kể từ ngày 17 tháng 7 năm 2020. Bộ truyện đã được Thaihabooks mua bản quyền và phát hành tại Việt Nam dưới ấn hiệu Hikari Light Novel. Bộ truyện ban đầu là một web novel được đăng tải trên trang web Kakuyomu kể từ ngày 12 tháng 8 năm 2018 cho đến ngày 31 tháng 1 năm 2019.
Một bản manga chuyển thể do Katakei minh hoạ, được đăng trên tạp chí Monthly Big Gangan của Square Enix kể từ ngày 25 tháng 6 năm 2021.

## Nội dung
Chẳng phải những ai yêu thích đọc rom-com đều mơ ước một tuổi học đường vui nhộn với những cô bạn gái xinh đẹp sao?
Nhưng đời thì không như mơ. Tôi không có em gái, không có bạn thuở nhỏ, không có bạn học đang làm idol nổi tiếng, không có đàn chị lớp trên bí ẩn, không có đàn em lớp dưới thân thiện và cũng không có cô giáo viên xinh đẹp mà vô dụng nào. Xung quanh tôi không có ai là tsundere hung hăng. Không ai tinh nghịch, thích cà khịa. Không chị gái nào viết tiểu thuyết. Không cô bạn hàng xóm thánh thiện. Thậm chí tôi còn không có một thằng bạn thân nào.
Nếu rom-com đã không có ở ngoài đời thật thì...
Tôi chỉ cần biến đời thật thành Rom-com!

## Các chuyển thể

### Light novel
Tính tới ngày 18 tháng 3 năm 2022 đã có 5 tập truyện được xuất bản. Theo lời tác giả Hajikano Sou chia sẻ ở phần lời bạt cuối tập 5, bộ truyện sẽ chính thức khép lại ở tập thứ 6.
| # | Phát hành chính ngữ | Phát hành chính ngữ | Phát hành tiếng Việt | Phát hành tiếng Việt |
| # | Ngày phát hành      | ISBN                | Ngày phát hành       | ISBN                 |
| - | ------------------- | ------------------- | -------------------- | -------------------- |
| 1 | 17/07/2020          | 978-4-0945-1856-6   | 09/09/2022           | 978-604-382-411-7    |
| 2 | 18/12/2020          | 978-4-0945-1877-1   | —                    | —                    |
| 3 | 18/05/2021          | 978-4-0945-3006-3   | —                    | —                    |
| 4 | 17/09/2021          | 978-4-0945-3028-5   | —                    | —                    |
| 5 | 18/03/2022          | 978-4-0945-3055-1   | —                    | —                    |

### Manga
Một bản manga chuyển thể do Katakei minh hoạ, được đăng trên tạp chí Monthly Big Gangan của Square Enix kể từ ngày 25 tháng 6 năm 2021.
| # | Ngày phát hành Tiếng Nhật | ISBN Tiếng Nhật   |
| - | ------------------------- | ----------------- |
| 1 | 25/11/2021                | 978-4-7575-7589-9 |

## Đón nhận
Bộ truyện đã đạt giải xuất sắc tại giải thưởng Shogakukan Light Novel lần thứ 14 vào năm 2019. Đạt hạng 10 ở hạng mục tác phẩm mới trên bảng xếp hạng Kono Light Novel ga Sugoi! vào năm 2021, đạt hạng 19 và 12 ở hạng mục Bunko vào năm 2021 và 2022.